# Wilhelm Magnus
Wilhelm Magnus (Berlin, 1907.  február 5.  –  New York, 1990. október 15.) amerikai matematikus.

## Életpálya
1931-ben a frankfurti egyetemen szerzett doktori (Ph.D.) fokozatot. Itt tanított 1933-tól 1938-ig. Mivel visszautasította a náci párthoz való csatlakozást, elvesztette állását. 1947-ben a göttingeni egyetem professzora lett. 1948-ban az Egyesült Államokba emigrált. 1950-től 1973-ig a New York-i egyetemen a Courant Institute of Mathematical Sciences professzora volt. 1973-tól 1978-ig a Polytechnic Institute of New York professzora volt. 

## Kutatási területei
Főbb kutatási területei a kombinatorikus csoportelmélet, a matematikai fizika és az elliptikus függvények elmélete volt. 

## Írásai
Erdélyi Artúrral, Fritz Oberhettingerrel és Francesco Giacomo Tricomival együtt – az ún. Bateman-projekt keretében – írt könyve a transzcendentális függvényekről ma is alapműnek számít.

### Magyarul
- Israel Grossman–Wilhelm Magnus: Csoportok és gráfjaik; ford. Szabados József; Műszaki, Bp., 1972